# مجمع عمر بن عمر
مجمع عمر بن عمر هو مجموعة متخصصة جزائرية في إنتاج المعكرونة والكسكس. وهي حالياً رائدة في إنتاج المعكرونة والكسكس في الجزائر.

## تاريخ
تأسست المجموعة عام 1984.

## مذكرات و مراجع
1. ↑  "Le groupe AMOR BENAMOR soutient les Startups Algériennes et les met à l'honneur lors de la compétition internationale Future Agro Challenge". Algérie 360. 29 août 2019. مؤرشف من الأصل في 2019-09-13. {{استشهاد ويب}}: تحقق من التاريخ في: |تاريخ= (مساعدة)

## رابط خارجي
- موقع رسمي